# 侏儒刺海馬
侏儒刺海馬為輻鰭魚綱棘背魚目海龍魚科的其中一種，分布於西太平洋區的新喀里多尼亞海域，棲息深度35-228公尺，本魚背鰭鰭條15枚，胸鰭鰭條12-13枚，體環13個;尾環34個，棲息在珊瑚礁區，屬肉食性，以小型甲殼類為食，卵胎生。